# Jana Kantorová-Báliková
Jana Kantorová-Báliková (9 de juny de 1951, Bratislava, Eslovàquia) és una poeta i traductora eslovaca. Ha escrit poesia pròpia i guanyat premis per traduir altres poetes. També ha traduït obres de prosa d'Oscar Wilde, J. K. Rowling i Douglas Adams.

## Biografia
El 1973 compartí el premi Jan Holly a la millor traducció literària. Finalment guanyà aquest premi el 1981 per la seva traducció de la Balada de la presó de Reading.
Publicà llibres de poesia el 1976, 1977, 1986 i 1988, tots publicats a Bratislava. A mé sa més, la seva poesia fou inclosa a la col·lecció "Canviant fronteres: poesies d'europees de l'est als anys vuitanta".
Ha publicat Set i joia i ha traduït l'obra de poetes com Edgar Allan Poe, Robert Browning i William Blake. També ha traduït Oscar Wilde, J. K. Rowling i Douglas Adams.